# Ryan Moloney
Ryan Moloney (Melbourne, Victoria, 24 november 1979) is een Australisch acteur.

## Levensloop
Moloney had zijn eerste ervaringen met acteren op tienjarige leeftijd toen hij te zien was in een theaterproductie. In 1995 werd hij gecast om een eenmalige rol te spelen in de soapserie Neighbours. Hij speelde de rol van Jarrod "Toadfish" Rebecchi en mocht, in tegenstelling tot de eerste plannen dat jaar meerdere keren optreden in de serie. Vanaf het volgende jaar werd zijn personage een regulier karakter in de serie. In 2004 kreeg hij voor zijn rol een nominatie voor beste acteur in een soapserie op het Gouden Roos festival in Montreux.
Moloney is gehuwd met Alison Hayward, hun kind Erin Grace werd geboren in 2006.